# Los Chicles
Los Chicles es una banda de rock que se formó en Tucumán, Argentina, en 1995. Tocaron principalmente en los circuitos punk e indie del noroeste argentino y grabaron cuatro álbumes de estudio independientes antes de separarse en 2002. Estuvo constituida desde 1999 en su formación más recordada por  Patricio García (guitarra rítmica, vocalista), Gerardo Cúneo (bajo eléctrico, vocalista), Matias Lazzo (guitarra solista) y Martin Villa (Roland MC 303 y sampler). Llegaron a ser una considerable influencia sobre la siguiente generación de músicos pop underground de la región.

## Historia
La formación original incluía a García, Lazzo y Juan Carlos Thouvier (batería), que habían sido parte entre 1993 y 1995 de la banda punk y grunge Lady Penélope, y a Cúneo que había sido parte de la banda de rock The House. En un principio se llamaron Los Chiclets con t y bajo ese nombre tocaron durante 1995 y 1996 en fiestas y locales pequeños de San Miguel de Tucumán haciendo una versión actualizada, apenas más distorsionada y rápida de la música beat  y garage rock de la década de 1960. Esta etapa está documentada en su primer álbum Argh!Burp!Prrr!, grabado entre 1996 y 1997 y editado en casete, de forma independiente en abril de 1997.
Tras la edición de Argh!Burp!Prrr!, Lazzo deja la banda y es reemplazado por Gonzalo Córdoba. En ese año Los Chicles abrieron shows de Attaque 77 y El Otro Yo en Cemento, y comenzaron a frecuentar la efervescente escena punk tucumana compartiendo sus escenarios y tocando en sus festivales. En 1998 se integra a la banda Martín Villa aportando sus instrumentos electrónicos. La música de Los Chiclets se vuelve, por un lado, hacia el punk y por otro lado hacia el techno. Este nuevo repertorio formará parte del álbum de transición Dementa, de grabación lenta y caótica, y editado de forma independiente a mediados de 1999. La repetidora en Tucumán de la radio Rock & Pop, recién instalada, convierte en hits locales a «Desfallecer» y «Helado de limón» del disco Dementa.
A fines de 1999 hay nuevos cambios en la banda, vuelve Lazzo en lugar de Córdoba y el baterista Thouvier deja el grupo, tras lo cual Martin Villa pasa a ocupar el lugar del baterista, y su sampler y su Roland MC 303 el de la batería. Hay otro cambio, la banda deja de ser Los Chiclets para convertirse en Los Chicles. Los Chicles, en estado de gracia creativa, componen su nuevo repertorio durante un fin de semana. El estilo de la banda ha terminado de definirse amalgamando las influencias punk, techno y pop en un sonido nuevo que dialoga con la historia del rock, especialmente el post-punk de la década del 80. Inmediatamente la banda graba su siguiente disco, el homónimo Los Chicles (2000), obra maestra del grupo.
Los Chicles, con su flamante nuevo sonido, tocan seguido entre 2000 y 2002, abriendo en Tucumán para grupos como Babasónicos, Attaque 77, Villanos, Carca, Cabezones y Eterna Inocencia entre otros; tocando en raves, y en el bar Velvet en San Miguel de Tucumán donde surge una efervescente movida cultural indie que duró algunos años más.
Cuando la grabación por canales se democratizó gracias a las computadoras personales y el software accesible, Los Chicles comenzaron a dedicar mucho tiempo a la experimentación con la grabación casera, haciendo demos de numerosas nuevas composiciones. En octubre de 2002, la banda se instaló en una casa del centro de San Miguel de Tucumán para empezar a grabar un nuevo álbum, sería un disco doble, producido por sí mismos. Pero la banda estaba en una triste situación económica y en medio de nuevas idas y venidas de Lazzo y con nuevos integrentes como Guadalupe Deza, Mateo Carabajal y Eduardo Ferrer, que unos más, otros menos estables, entraban a reemplazarlo. En diciembre de 2002, con un sesenta por ciento del álbum doble grabado y en medio de serias diferencias personales, Los Chicles se separaron.
En 2010 Martin Villa y Patricio García retomaron el trabajo sobre el disco doble inédito dando forma al cuarto álbum independiente de Los Chicles, Buenosaires que muestra a la banda en su madurez musical.
En 2014 se publicó el álbum digital "Los Chicles En Vivo/Live", un registro de la banda en vivo a fines de 2001, en la sala San Miguel Arcángel de Tucumán, con grabaciones en el mítico Velvet como bonus track.

## Discografía

### Álbumes
- 1997: Argh!Burp!Prrr!
- 1999: Dementa
- 2000: Los Chicles
- 2010: Buenosaires (grabado en 2002)
- 2014: En Vivo / Live (grabado en 2001)